# BARV
BARV (Beach Armoured Recovery Vehicle) – seria wozów zabezpieczenia technicznego konstrukcji brytyjskiej, używanych jako pojazdy asystujące jednostkom desantowym na plażach. Początkowo nazwa odnosiła się do pojazdu opracowanego na podstawie czołgu M4 Sherman, z czasem nazywano tak wszystkie pojazdy, których zadaniem było wspomaganie jednostek lądujących na brzegu, poprzez np. holowanie pojazdów unieruchomionych w grząskim piasku czy wypychanie barek desantowych.
W brytyjskiej armii powstały trzy różne warianty czołgu BARV, od czasu ich wprowadzenia w czasie II wojny światowej. Swoje własne konstrukcje posiadały także armia australijska oraz holenderska piechota morska.

## Sherman BARV
Początkowo terminem BARV określany był zmodyfikowany na potrzeby lądowania w Normandii czołg M4A2 Sherman, gdzie zostało użytych około 60 sztuk. Kadłub czołgu został uszczelniony, a wieża została zastąpiona wysoką nadbudówką, uniemożliwiającą wlanie się wody do wnętrza pojazdu podczas brodzenia. Tak zmodyfikowane Shermany były w stanie brodzić w wodzie o głębokości do 2,7 metra. Ponadto włazy, znajdujące się z przodu pojazdu zostały zaspawane, a rury odprowadzające spaliny przedłużono, by wystawały ponad nadbudówkę. Używano ich do wyciągania  pojazdów (uszkodzonych lub tych, które ugrzęzły w mokrym piasku) blokujących dostępu do plaży dla innych jednostek. Wykorzystywano je także do wypychania małych barek desantowych, które podpłynąwszy zbyt blisko brzegu ugrzęzły. Często w skład załogi wchodził nurek, którego zadaniem było podczepienie łańcuchów, lub lin do unieruchomionego pojazdu.
Jednostki BARV zostały opracowane przed oddziały Royal Electrical and Mechanical Engineers, które później używały zaprojektowany przez siebie sprzęt. Sherman M4A2 został wybrany jako podstawa do tej modyfikacji, gdyż uznano, że jego kadłub będzie znacznie łatwiejszy do uszczelnienia, niż kadłuby innych pojazdów. Wybór, uzasadniono także faktem, że silnik Diesla (jakim napędzany był M4A2) o wiele lepiej powinien znieść nagłe zmiany temperatury, na jakie poddawany był pojazd podczas nagłego zanurzania się w zimnej wodzie.
Kilka z 60 wyprodukowanych Shermanów BARV było używane aż do roku 1963, kiedy to zostały zastąpione zmodyfikowanymi czołgami Centurion.

## M3 BARV
Australijska armia, w roku 1950 postanowiła zmodyfikować do standardu BARV jeden egzemplarz czołgu M3A5 Grant. Eksploatowano go aż do roku 1970, kiedy to został oddany do Royal Australian Armoured Corps Tank Museum, mieszczącego się w Puckapunyal, w stanie Wiktoria, gdzie znajduje się do dzisiaj.

## Centurion BARV
Następcą Shermanów BARV był Centurion BARV FV 4018. Dwanaście sztuk zostało skonstruowanych dla użytku Royal Marines. W skład załogi wchodziły cztery osoby – sierżant Royal Marines, dwóch kaprali oraz mechanik Royal Marines, który odpowiedzialny był za prowadzenie Centuriona BARV oraz utrzymanie go w gotowości bojowej.
Centuriony BARV zostały zbudowane by stanowić część grup uderzeniowych (Beach Assault Squadrons) okrętów desantowych typu Fearless – HMS „Fearless” i HMS „Intrepid”.

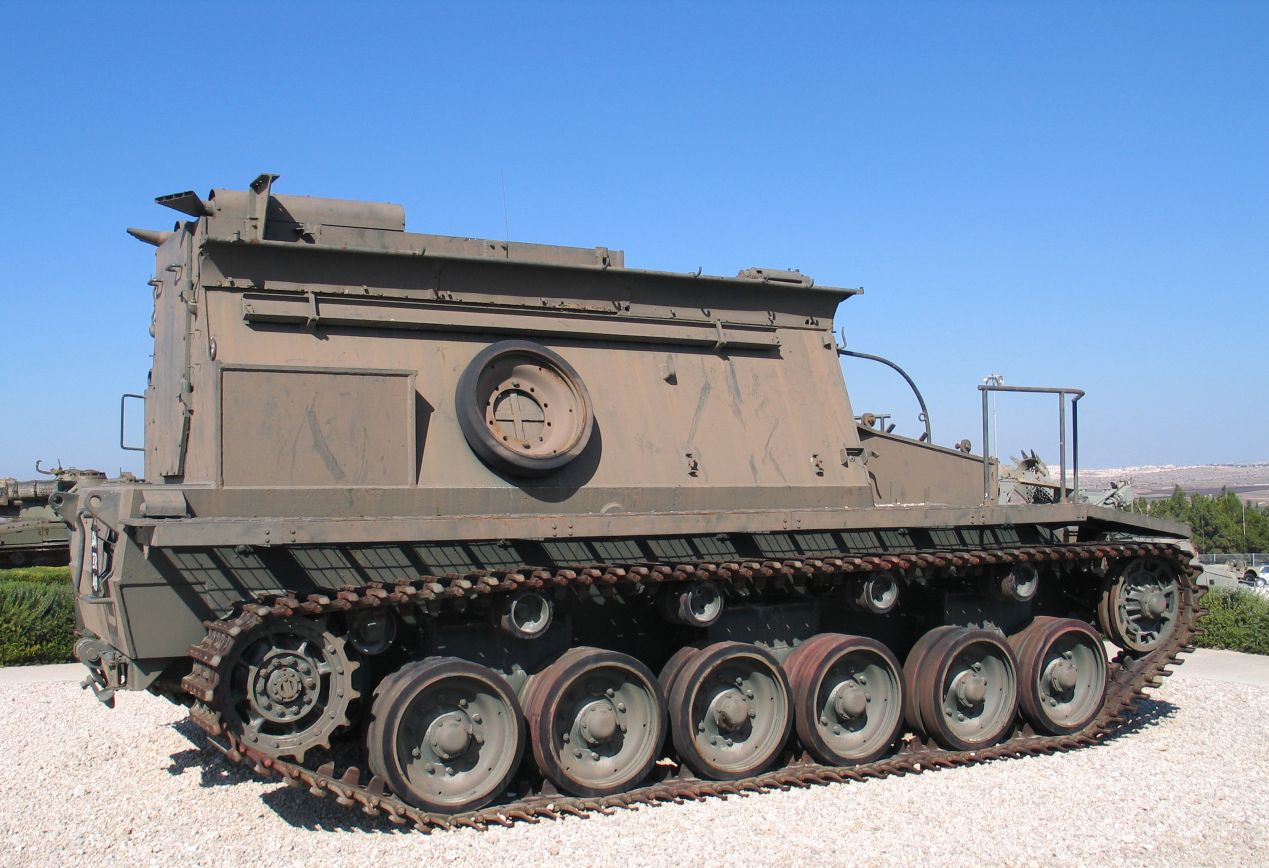
Centurion BARV w muzeum Jad la-Szirjon, Izrael

W skład grup uderzeniowych wchodziły jednostki Royal Marines oraz brytyjskiej armii, służące na pokładzie okrętów. Kierowcy przechodzili trening w ośrodku szkoleniowym w Bovington, oraz w Instow, gdzie mieściło się ośrodek testowy Royal Marines.
Centurion BARV posiadał standardowy kadłub przeznaczony dla czołgu Centurion, z tą jednak zmianą, że dodane zostały nadbudówki, by przystosować czołg do brodzenia w wodzie o głębokości do 3,35 metra. Nowy projekt był bardzo funkcjonalny, ze względu na pochylenie płyt nadbudówki. Odwrócono także gąsienice, co skutkowało lepszą przyczepnością przy jeździe na biegu wstecznym. Za jednostkę napędzającą służył silnik benzynowy Rolls-Royce Meteor o pojemności 27 l, który był pochodną silnika Merlin używanego w lotnictwie.
Zdarzało się jednak, że Centuriony BARV, których zadaniem była pomoc jednostkom uszkodzonym czy unieruchomionym – psuły się czy grzęzły. W roku 1981 jeden z Centurionów BARV z okrętu „Fearless” zaginął na morzu. Odnaleziono go później nieopodal plaży Browndown zatopionego w wodzie.
W następnym roku Centuriony BARV miały zostać użyte podczas wojny o Falklandy, będąc tym samym największymi jednostkami, które miały zostać użyte podczas działań na brzegu. Jednak jednostka-matka HMS „Fearless” uszkodził swój układ napędowy, przez co większość czasu trwania konfliktu spędził w porcie, co spowodowało, że Centuriony BARV nie były używane.
Obecnie żaden z Centurionów BARV nie jest już wykorzystywany. Po zakończeniu eksploatacji pojazdów armia Wielkiej Brytanii postanowiła sprzedać wszystkie posiadane egzemplarze prywatnym kolekcjonerom oraz do zainteresowanych muzeów na całym świecie.

## BARV obecnie

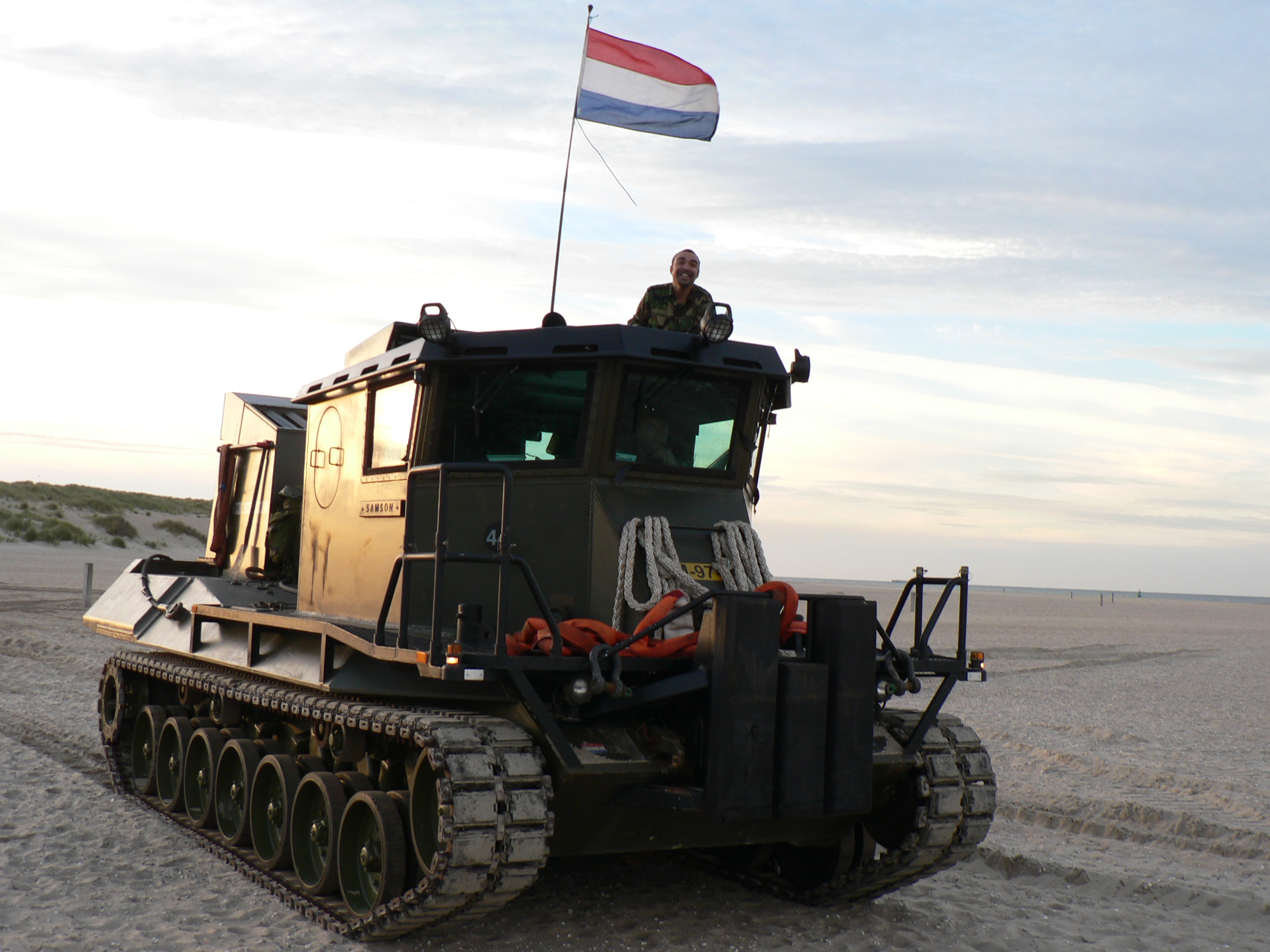
BARV Samson należący do piechoty morskiej Holandii

W roku 2003, rozpoczęto zastępowanie Centuriona BARV nowszą konstrukcją. Był nią BRV Hippo, którego projekt rozwojowy nazwano Future Beach Recovery Vehicle (FBRV). Hippo był produkowany w przedsiębiorstwie Alvis Moelv, a za jego bazę służył czołg Leopard 1A5.
Włączenie firmy Alvis Moelv w roku 2004 do BAE Systems oznaczało, że część prac projektowych została przeniesiona do szwedzkiego oddziału przedsiębiorstwa (dawniej znanego jako Hägglunds, będącego własnością spółki Alvis).
Jak w przypadku poprzednich generacji BARV-ów, głównym założeniem było usunięcie wieżyczki i zastąpienie jej wysoką nadbudówką – w tym przypadku przypominającą mostek, czy sterówkę małego statku. Postanowiono zachować oryginalny silnik Diesla o mocy 830 KM (634 kW). Zmieniono jednak skrzynię biegów – obniżono przełożenie, przez co zmniejszona została prędkość pojazdu z 65 km/h do 32 km/h, natomiast siła pociągowa wzrosła do wartości 250 kN. Pozostałe zmiany obejmowały zamontowanie dodatkowych platform roboczych, wydłużenie wlotów powietrza czy dodanie APU (Auxiliary power unit – pomocnicza jednostka mocy). Zmiany te miały bezpośredni wpływ na wzrost masy pojazdu – od 42,5 tony do 50 ton. Głębokość brodzenia tak zmodyfikowanej jednostki wynosiła 2,95 m. Tak wysoka siła pociągowa, oraz zastosowanie APU pozwalało na ciągnięcie pojazdów o masie do 50 ton, a także przepychanie barek desantowych o wyporności dochodzącej do 240 ton.
Obecnie na stanie armii brytyjskiej znajdują się cztery pojazdy BRV Hippo: po jednym na jednostkach HMS „Albion” i HMS „Bulwark”; dwa pozostałe należą natomiast do 11th Amphibious Trials and Training Unit Royal Marines, stacjonującej w Instow. Pojazd jest lubiany przez użytkowników, jednak konstrukcja pojazdu odmienna od reszty brytyjskich wozów bojowych sprawiła, że występują problemy z częściami zamiennymi, co spowodowane jest nabyciem zbyt małej ilości części zamiennych od Alvis Moelv przez Defence Procurement Agency (agencja zajmująca się zamówieniami dla brytyjskiej armii), która została rozwiązana przez brytyjskie Ministerstwo Obrony i zastąpiona przez Defence Logistics Organisation.
Holenderska piechota morska ma do swojej dyspozycji cztery bliźniacze pojazdy BRV względem Hippo, bazujące na Leopardzie 1, które także zastąpiły starsze Centuriony BARV. Noszą one nazwy: Hercules, Samson, Goliath oraz Titan. Wszystkie operują z okrętów desantowych typu Rotterdam. Holenderskie BRV-y różnią się od brytyjskich jedynie wyglądem nadbudówki.

## Zachowane egzemplarze

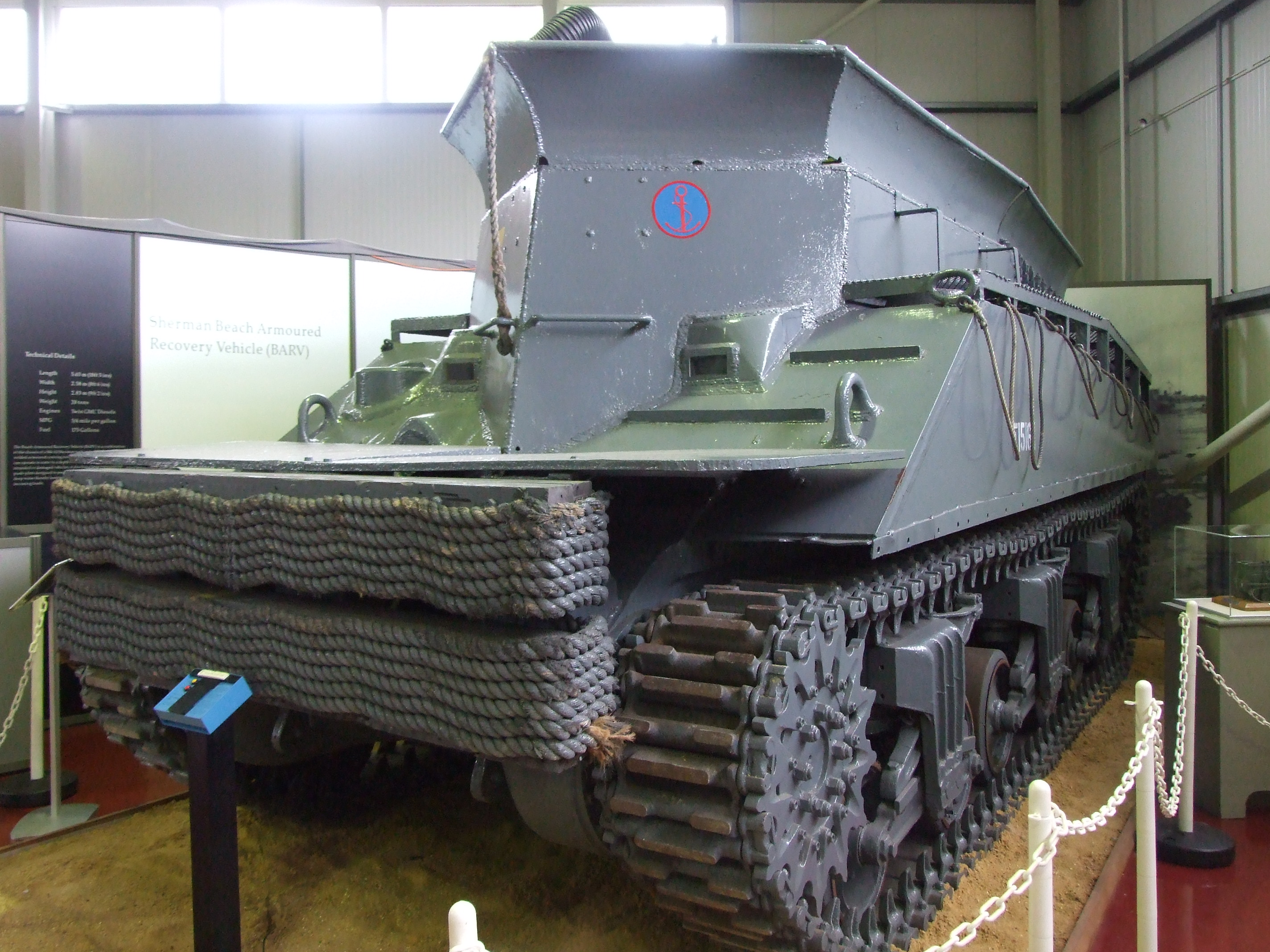
Sherman BARV, REME Museum of Technology

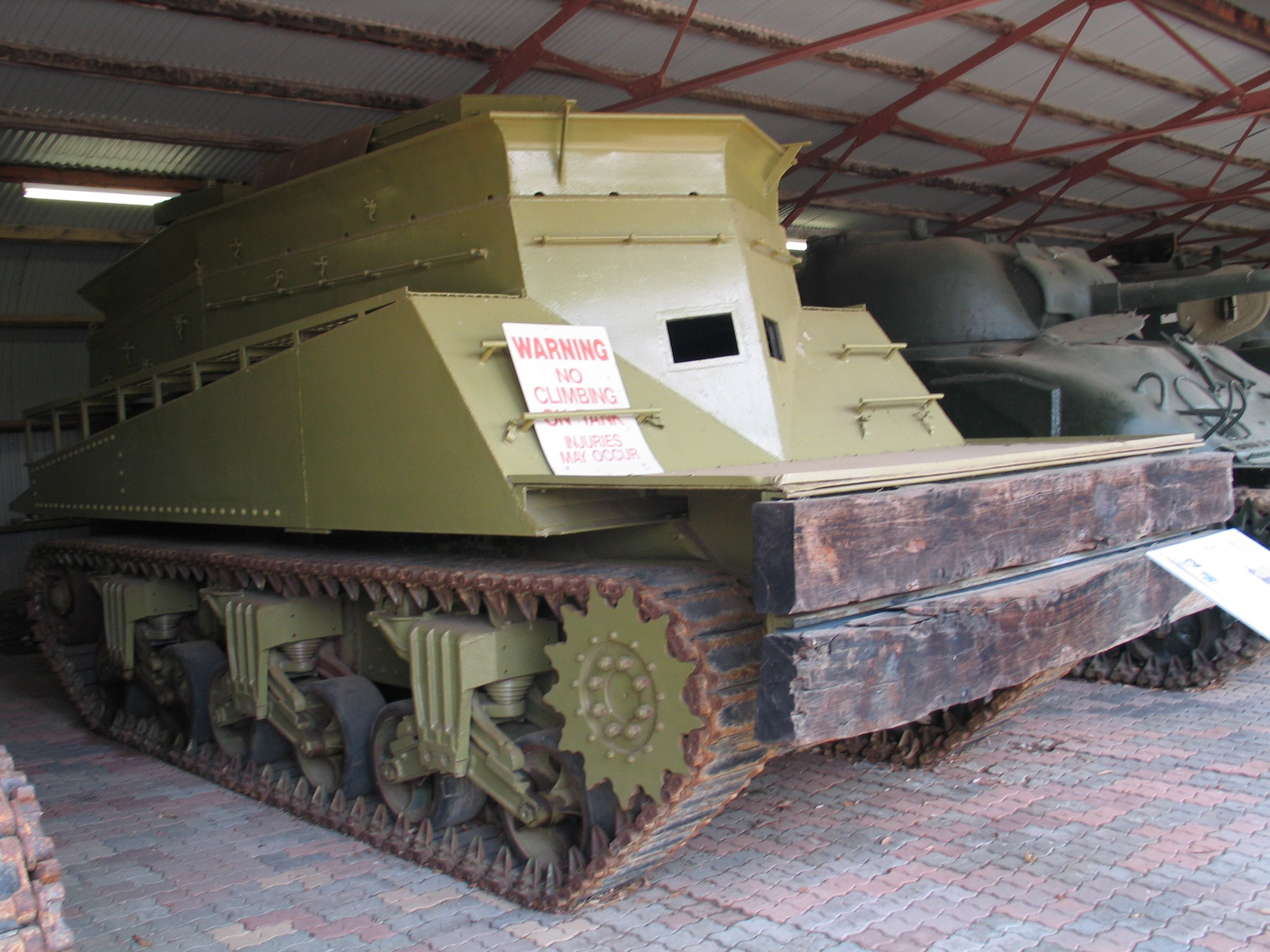
M3 BARV, Royal Australian Armoured Corps Tank Museum

### Sherman BARV

#### Wielka Brytania
- REME Museum of Technology (Arborfield)
- D-Day Museum (Portsmouth).
- prywatna kolekcja War and Peace Collection (nadal sprawny egzemplarz)
- Bovington Tank Museum (rozbity kadłub, używany na poligonie artyleryjskim jako cel)

#### Indie
- Armoured Corps Museum (Ahmednagar Fort, Ahmednagar)

### M3 BARV

#### Australia
- Royal Australian Armoured Corps Tank Museum (Puckapunyal)

### Centurion BARV

#### Wielka Brytania
- Bovington Tank Museum
- South Yorkshire Aircraft Museum (Doncaster)[1]

#### Izrael
- Israel Defense Forces (muzeum Jad la-Szirjon)
- IDF History Museum Batey ha-Osef (Tel Awiw)